# Rue Crescent
Pour les articles homonymes, voir Crescent.

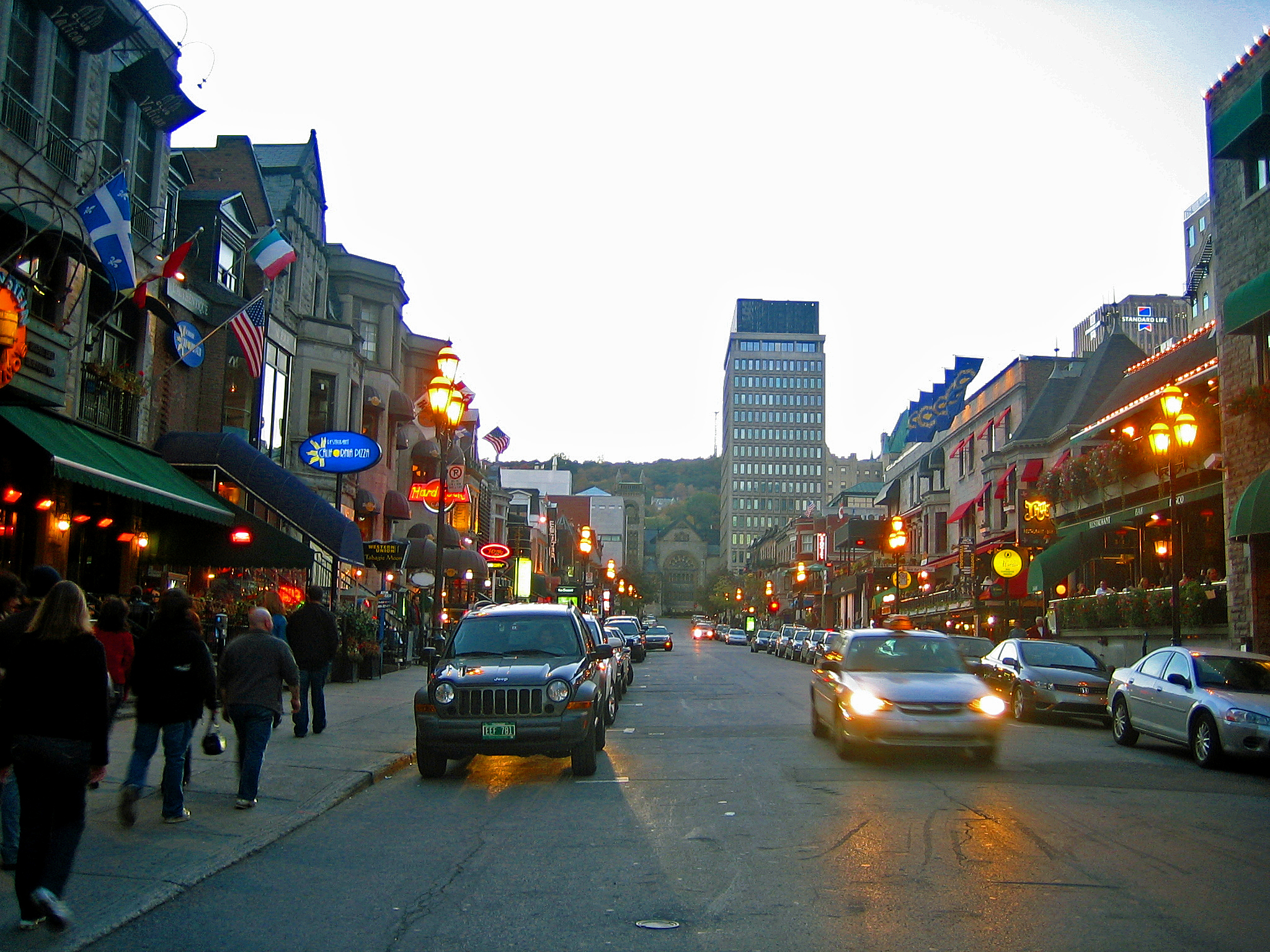
Rue Crescent en 2006, lieu d'animation urbaine

La rue Crescent est une artère de Montréal. 

## Situation et accès
D'orientation nord/sud et située au centre-ville cette voie d'architecture victorienne des bâtiments rappelle le mille carré doré.
À sens unique, elle descend de la rue Sherbrooke jusqu'au boulevard René-Lévesque. Perpendiculaire à la rue Sainte-Catherine, au cœur même du centre-ville, elle attire un grand nombre de Montréalais et de visiteurs principalement à cause de la qualité et de la spécialité des commerces qui y logent. 
Au nord du boulevard De Maisonneuve, on y retrouve des boutiques de luxe et des galeries d'art dans un cadre architectural victorien. Au sud du boulevard De Maisonneuve, on remarque une concentration de boîtes de nuit, de bars et de restaurants très courus par la communauté anglophone.

## Origine du nom
Il semble qu'à l'origine cette voie ne consistait alors qu'en un arc de cercle (crescent), située juste au nord du boulevard Dorchester (aujourd'hui boulevard René-Lévesque).

## Historique
Cette voie est ouverte vers 1860.

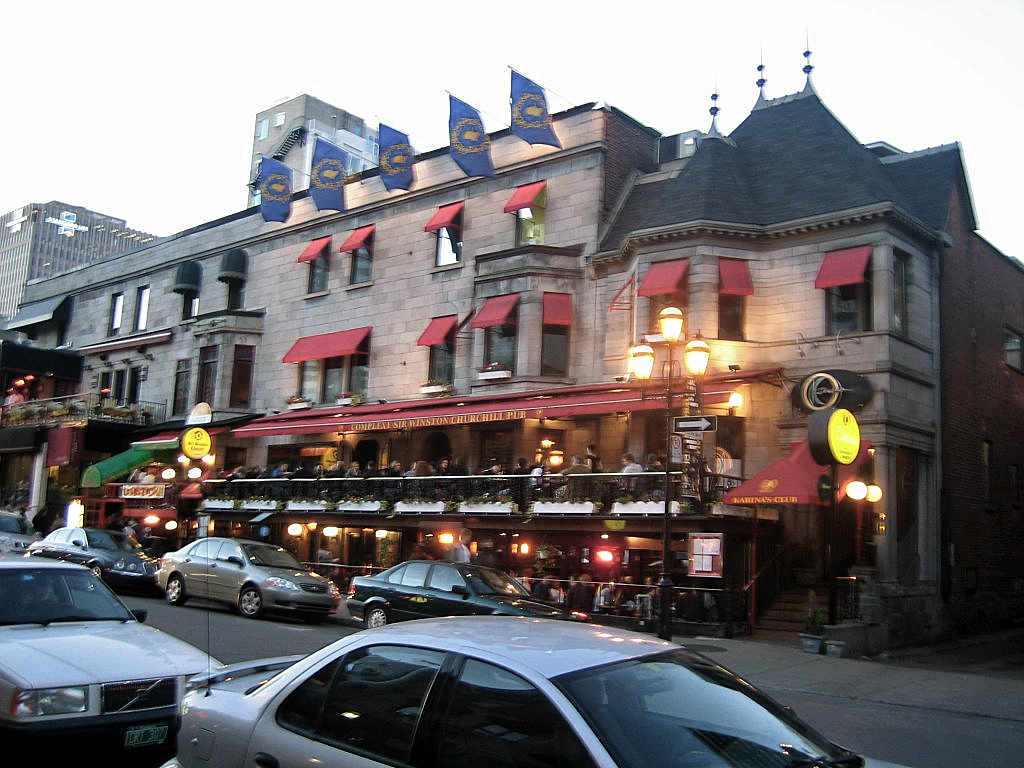
Le Resto-Bar Winston-Churchill, en 2006

C'est à partir de 1967 et de la venue à Montréal de l'exposition universelle, qu'apparaissent les premiers restaurants sur la rue Crescent. Devant le succès des premiers établissements, d'autres viendront s'installer pour former à partir du milieu des années 1970, un pôle de divertissement reconnu et couru.
Depuis le début des années 2000, les commerçants de la rue Crescent organisent des activités en lien avec des événements montréalais, essentiellement durant l'été. L'activité la plus populaire demeure les festivités du Grand Prix F1 de Montréal en juin de chaque année.
La murale Tower of Songs, réalisée par Gene Pendon et El Mac (Miles MacGregor) avec MU, représente Leonard Cohen à grande échelle à 1420, rue Crescent. Inaugurée à l'occasion du premier anniversaire de la mort de Cohen, la fresque murale s'étend sur plus de 1 000 mètres carrés et est basée sur une photographie de Cohen prise par sa fille, Lorca Cohen.

## Source
- Ville de Montréal, Les rues de Montréal. Répertoire historique, Édition Méridien, 1995